# Белянин, Владимир Леонидович
Владимир Леонидович Белянин (1939—2005) — советский, российский патологоанатом, доктор медицинских наук, профессор.

## Биография
Родился 5 октября 1939 года в Ленинград, где пережил блокаду.
В 1957 году окончил среднюю школу № 107 Выборгского района, в 1963 году — Ленинградский педиатрический медицинский институт.
На 5-м курсе института начал работать старшим лаборантом-биохимиком в Лаборатории термических поражений Военно-медицинской академии С. М. Кирова. Продолжил обучение в аспирантуре: лаборатория инфекционной патологии (рук. — профессор В. М. Войно-Ясенецкий); затем младший научный сотрудник отдела патологической анатомии (рук. — академик АМН СССР Н. Н. Аничков) Института экспериментальной медицины АМН СССР.
В 1969 году защитил диссертацию на соискание учёной степени кандидата медицинских наук «Взаимодействие между микробами и организмом при экспериментальной сальмонеллезной инфекции».
В 1976—1996 годах — доцент кафедры патологической анатомии Ленинградского государственного института усовершенствования врачей, профессор с 1992 года. В 1990 году им была защищена диссертация на соискание учёной степени доктора медицинских наук на тему: «Морфогенез и вопросы патогенеза инфекционных процессов, вызываемых грибами рода Candida».
С 1996 года — декан медико-биологического факультета Медицинской академии последипломного образования в Санкт-Петербурге и заведующий кафедрой патологической анатомии с курсом цитологии.
Автор более 300 научных работ, в том числе 4 монографий, 8 методических пособий. Его работы были посвящены морфологическим основам физиологии и патологии иммунитета, а также специфической и неспецифической резистентности организма.
С 2002 года — Заслуженный работник высшей школы Российской Федерации.
Кроме педагогической вёл активную общественную деятельность: был президентом ассоциации Санкт-Петербургских патологоанатомов, вице-президентом Российского общества патологоанатомов, членом редакционного совета журнала «Архив патологии», членом редколлегии журнала «Новости клинической цитологии России».
Умер 21 мая 2005 года. Похоронен на Богословском кладбище.
Был женат на Татьяне Николаевне Соколовой, детей нет.